# Curuzza crenelata
Curuzza crenelata är en fjärilsart som beskrevs av Swinhoe 1896. Curuzza crenelata ingår i släktet Curuzza och familjen tandspinnare. Inga underarter finns listade i Catalogue of Life.